# Asteridiella knightiae
Asteridiella knightiae är en svampart som beskrevs av S. Hughes 1978. Asteridiella knightiae ingår i släktet Asteridiella och familjen Meliolaceae.   Inga underarter finns listade i Catalogue of Life.